# لوتس سبعة
لوتس سبعة (بالإنجليزية: Lotus Seven)‏ هي سيارة من تصنيع شركة لوتس (سيارات).
لوتس سبعة هي سيارة رياضية خفيفة الوزن وذات مقعدين أنتجت بواسطة شركة لوتس للسيارات.
صممت السيارة من قبل مؤسس شركة لوتس كولين تشابمان وأعتبرت تجسيداً لفلسفة لوتس للأداء من خلال البساطة والوزن المنخفض للسيارة. النموذج الأصلي كان ناجحاً للغايه بمبيعات بلغت أكثر من 2500 سيارة وذلك بسبب جاذبيتها كسيارة تستخدم في سباقات كلوبمان وعلي الطرق العادية أيضاً.
بعد أن أنهت شركة لوتس إنتاج سبعة، أشترت شركة كاترهام حقوق إنتاج السيارة وتقوم الآن بإنتاج كلاً من السيارة كأجزاء والسيارة المجمعة الكاملة طبقاً للتصميم الأصلي.

## اقرأ أيضا
- سيارة تركيب